# Samsung Galaxy S24
Samsung Galaxy S24 — лінія Android-смартфонів компанії Samsung Electronics, випущена 17 січня 2024 року. Є частиною серії Samsung Galaxy S.

## Технічні характеристики

### Апаратне забезпечення

#### Акумулятор
Базова модель отримала акумулятор ємністю 4000 мА·год, Plus-модель — 4900 мА·год, а модель Ultra — 5000 мА·год. Крім цього, Galaxy S24 має підтримку швидкої зарядки  потужністю 25 Вт, а Galaxy S24+ та S24 Ultra — 45 Вт. Всі моделі лінії мають підтримку швидкої бездротової зарядки стандарту Qi та PMA потужністю 15 Вт та зворотної бездротової зарядки потужністю 4,5 Вт.

#### Пам'ять
Galaxy S24 та S24+ мають 8 ГБ оперативної пам'яті типу LPDDR5X. Крім цього, обидва пристрої мають сховище на 256 ГБ та 512 ГБ типу UFS 4.0, але в Galaxy S24 також є конфігурація на 128 ГБ з типом накопичувача UFS 3.1.
Galaxy S24 Ultra продається в комплектаціях 8 ГБ/256 ГБ, 12 ГБ/256 ГБ, 12 ГБ/512 ГБ та 12 ГБ/1 ТБ. Тип оперативної пам'яті та накопичувача LPDDR5X та UFS 4.0 відповідно.
Підтримка карт пам'яті microSD відсутня у всій лінійці.

### Програмне забезпечення
Лінія Galaxy S24 була випущена з One UI 6.1 на базі Android 14. Також в моделі вбудовано Samsung Knox для покращеної безпеки пристрою, а для корпоративного використання існує окрема версія. Samsung пообіцяла 7 років основних оновлень ОС Android і системи безпеки.

## Порівняння Galaxy S22 і Galaxy S23
Попередник Galaxy S23 — S22 і S23 трохи відрізняються. Ось таблиця порівняння:
|            | Galaxy S23 (базовий) | Galaxy S24 (базовий) |
| ---------- | --- | --- |
| Розміри    | 146,3 x 70,9 x 7,6 | 147 x 70,6 x 7,6 |
| Акумулятор | 3900 мА·г | 4000 мА·г |
| Оперативка | 8 ГБ | 8 ГБ |
| Пам'ять    | 128/256 ГБ | 128/256 ГБ |
| Камера     | Основна камера - 50.0 МП + 10.0 МП + 12.0 МП, Автофокус, Оптичний зум 3x, цифровий зум до 30x, апертура F1.8 , F2.4 , F2.2, Спалах, 960 кадрів/сек, @FHD, 240 кадрів/сек, @FHD, оптична стабілізація зображення, UHD 8K (7680 x 4320)@30 кадрів/сек; Фронтальна камера - 12.0 MP, апертура F2.2, автофокус | - Основна камера - роздільна здатність (Multiple) 50.0 МП + 10.0 МП + 12.0 МП - Основна камера - Апертура (Multiple) F1.8 , F2.4 , F2.2 - Основна камера - Автофокус Так - Основна камера - оптична стабілізація зображення Так - Основна камера - Збільшення 3-кратне оптичне збільшення, 2-кратне оптичне збільшення (включається датчиком адаптивного пікселя), цифрове збільшення до 30-кратного - Фронтальна камера - роздільна здатність 12.0 MP - Фронтальна камера - апертура F2.2 - Фронтальна камера - автофокус Так - Основна камера - спалах Так - Роздільна здатність запису відео UHD 8K (7680 x 4320)@30 кадрів/сек - Уповільнений рух 240 кадрів/сек, @FHD, 120 кадрів/сек, @UHD |
| Операційна | Android 13 | Android 14 |